# Лановецький район

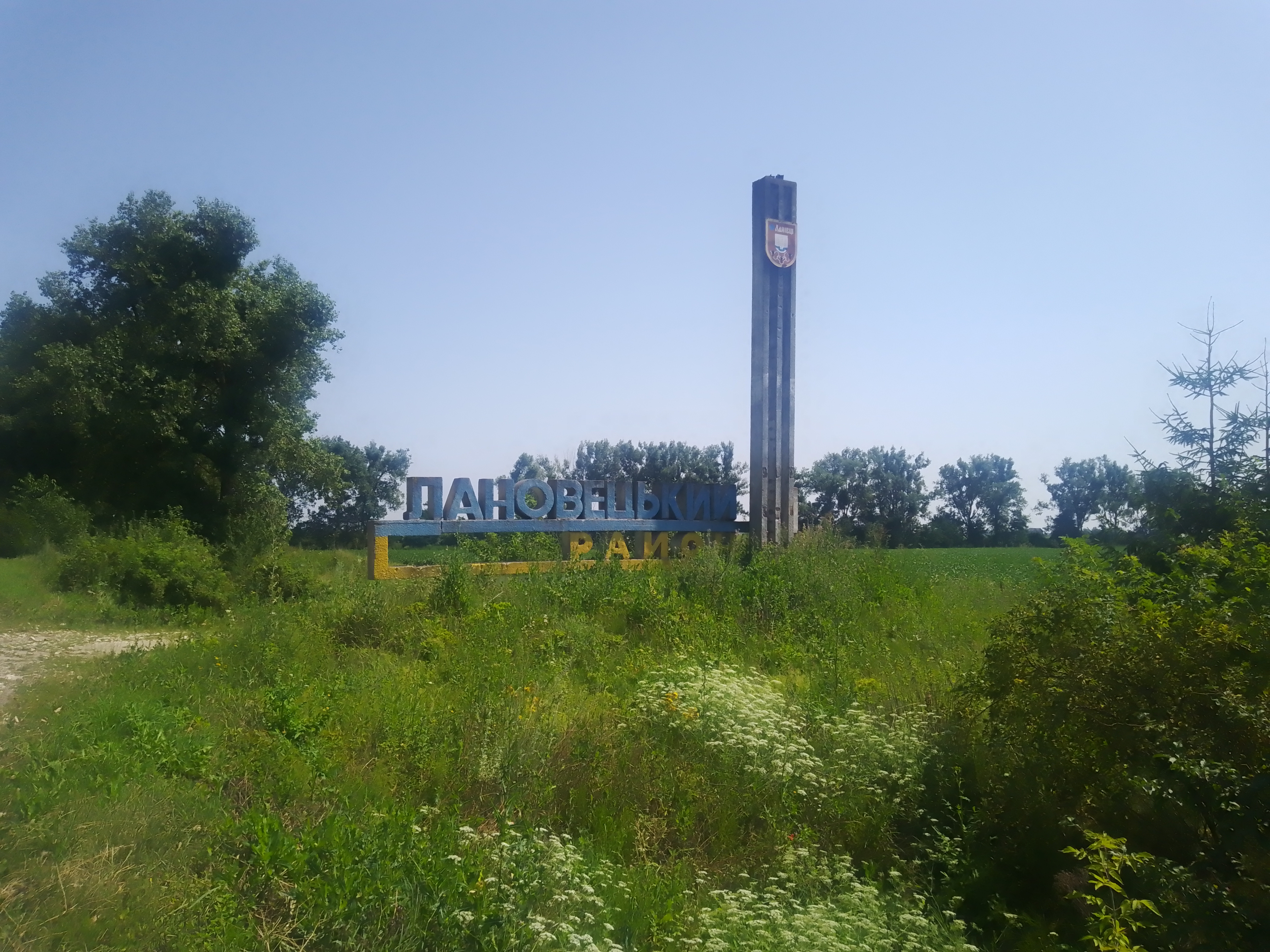
Дороговказ на межі з колишнім Збаразьким районом

Ланове́цький райо́н — адміністративно-територіальний район у північно-східній частині Тернопільської області. Утворений 17 січня 1940 з ґмін Ланівці, Білозірка і Вишгородок Кременецького повіту. Площа 632 км². Населення — 28,377 тис. осіб (2020): з них 99 % — українці, 0,8 % — росіяни, 0,1 % — білоруси, 0,1 % — інші національності.
Ліквідований 19 липня 2020 року.

## Географія
Територія району — в межах Подільської височини (максимальна висота 362 м, побл. с. Шили), а також Лановецького природного району. Поверхня — підвищена платоподібна лесова рівнина з чергуванням плоско- та пологохвилястих ділянок, має нахил на північ і північний схід. Пд. і пд.-зх. частини розташовані у Західно-Українській провінції лісостепової зони.
Найбільша річка — Горинь (притока р. Прип'ять, басейн Дніпра) з притокою Жирак (притоки: Свинорийка, Буглівка, Жердь). Річки району мають пн.-сх. і пн. напрямки. Русла слабовиражені, береги пологі, заплави заболочені.
У районі 37 ставків, загальна площа — 980 га. Найбільші водосховища — Борсуківське (пл. 4,26 км²) і Передмірське (обидва на р. Горинь).
До 1920-х лісовий масив поблизу села Пахиня займав 1200 га, нині залишки пралісу простяглися вздовж залізниці в напрямку Ланівців.
Ґрунти — глибокі малоґумусові чорноземи (67,4 % площі району), опідзолеі, темно-сірі опідзолені (27,1 %), решта — лучні, болотні та ясно-сірі лісові.
У Лановецькому районі є запаси торф'яні болота, придатного для санаторно-курортного лікування.

## Історія
Територія Лановецького району заселена в добу пізнього палеоліту (38 тис. р. до Р. Х.). Наприкінці 10 ст. належала до Київської Русі, згодом — до Галицько-Волинської держави.
25 квітня 1512 побл. с. Лопушне 25-тис. орда кримського хана Менглі-Гірея зазнала поразки в битві з 6-тис. військом гетьмана Великого Князівства Литовського Костянтина Острозького. Населення багато разів терпіло від нападів турецько-татарських орд, зокрема 1601, 1618, 1675, 1697, брало участь у національно-визвольній війні під проводом Богдана Хмельницького (1648—1657).
Від 1793 року у наслідок другого поділу Речі Посполитої Лановеччина увійшла до Російської імперії.
Перебував у складі УНР (після більшовицького жовтневого перевороту 7 листопада 1917 року як автономна республіка у складі Російської республіки, від 22 січня 1918 року, після українсько-радянської війни, проголошена незалежна держава).
Від лютого до листопада 1918 — австро-німецька окупація, згодом територія не раз переходила під юрисдикцію української, польської або радянської влади. Від вересня 1920 до вересня 1939 року територія майбутнього району належала до Польщі (Кременецький повіт Волинського воєводства). Від вересня 1939 до липня 1941 — УРСР, до березня 1944 — німецько-нацистська окупація, під час якої спалено села Молотків та Осники.
До 1939 року на Лановеччині діяли «Просвіта» (відновлена у 1990), «Сільський господар», «Рідна школа», «Союз українок» та інші товариства.
Масову насильницьку колективізацію сільського господарства радянська влада «проводила» 1940, 1946—1949.

## Адміністративний поділ
У районі є місто Ланівці (райцентр, залізнична станція) та 52 села.
В процесі децентралізації утворено 2 об'єднані територіальні громади: Борсуківська сільська рада (ОТГ), яка об'єднує 6 населених пунктів,  та Лановецька міська рада (ОТГ), яка об'єднує місто Ланівці та 6 сільських населених пунктів.
Борсуківська сільська рада (ОТГ) утворена у 2016 році. На 01.01.2019  року чисельність наявного населення в громаді становила 4479 чол. (15 % до наявного населення в районі), площа території — 91,4 квадратних кілометри.
Лановецька  міська рада  (ОТГ)   утворена  29 жовтня    2017   року  з   центром  в м. Ланівці. Населення громади складає 12357 чоловік (43 % до наявного населення в районі), територія громади — 13456,3 га

## Населення
Розподіл населення за віком та статтю (2001)
| Стать | Всього | До 15 років | 15-24 | 25-44 | 45-64 | 65-85 | Понад 85 |
| --- | ------ | ----------- | ----- | ----- | ----- | ----- | -------- |
| Чоловіки | 15 216 | 3104        | 2035  | 4432  | 3353  | 2179  | 113      |
| Жінки | 18 070 | 3069        | 2007  | 4245  | 4073  | 4255  | 421      |
| \| Статево-вікова піраміда \| Статево-вікова піраміда \| Статево-вікова піраміда \| \| ----------------------- \| ----------------------- \| ----------------------- \| \| Чоловіки \| Вік \| Жінки \| \| 113 \| 85 + \| 421 \| \| 219 \| 80-84 \| 632 \| \| 463 \| 75-79 \| 1017 \| \| 750 \| 70-74 \| 1306 \| \| 747 \| 65-69 \| 1300 \| \| 826 \| 60-64 \| 1200 \| \| 645 \| 55-59 \| 840 \| \| 910 \| 50-54 \| 1020 \| \| 972 \| 45-49 \| 1013 \| \| 1247 \| 40-44 \| 1180 \| \| 1134 \| 35-39 \| 1015 \| \| 1053 \| 30-34 \| 1043 \| \| 998 \| 25-29 \| 1007 \| \| 1005 \| 20-24 \| 967 \| \| 1030 \| 15-20 \| 1040 \| \| 1209 \| 10-14 \| 1179 \| \| 1032 \| 5-9 \| 1056 \| \| 863 \| 0-4 \| 834 \| |        |             |       |       |       |       |          |
| Статево-вікова піраміда |        |             |       |       |       |       |          |
| Чоловіки | Вік    | Жінки       |       |       |       |       |          |
| 113 | 85 +   | 421         |       |       |       |       |          |
| 219 | 80-84  | 632         |       |       |       |       |          |
| 463 | 75-79  | 1017        |       |       |       |       |          |
| 750 | 70-74  | 1306        |       |       |       |       |          |
| 747 | 65-69  | 1300        |       |       |       |       |          |
| 826 | 60-64  | 1200        |       |       |       |       |          |
| 645 | 55-59  | 840         |       |       |       |       |          |
| 910 | 50-54  | 1020        |       |       |       |       |          |
| 972 | 45-49  | 1013        |       |       |       |       |          |
| 1247 | 40-44  | 1180        |       |       |       |       |          |
| 1134 | 35-39  | 1015        |       |       |       |       |          |
| 1053 | 30-34  | 1043        |       |       |       |       |          |
| 998 | 25-29  | 1007        |       |       |       |       |          |
| 1005 | 20-24  | 967         |       |       |       |       |          |
| 1030 | 15-20  | 1040        |       |       |       |       |          |
| 1209 | 10-14  | 1179        |       |       |       |       |          |
| 1032 | 5-9    | 1056        |       |       |       |       |          |
| 863 | 0-4    | 834         |       |       |       |       |          |

## Політика

### Президентські вибори 2014
25 травня 2014 року відбулися Президентські вибори України. У межах Лановецького району було створено 48 виборчих дільниць. Явка на виборах складала — 76,22 % (проголосували 17 729 із 23 261 виборців). Найбільшу кількість голосів отримав Петро Порошенко — 49,57 % (8 788 виборців); Юлія Тимошенко — 20,75 % (3 679 виборців), Олег Ляшко — 12,50 % (2 216 виборців), Анатолій Гриценко — 9,13 % (1 618 виборців). Решта кандидатів набрали меншу кількість голосів. Кількість недійсних або зіпсованих бюлетенів — 0,77 %.

### Президентські вибори 2019
У 2019 році відбулися Президентські вибори України, які проходили у два тури. Перший тур виборів відбувся 31 березня 2019 року, другий — 21 квітня 2019 року. У межах Лановецького району було утворено 48 дільничних виборчих комісій. Явка на виборах складала у першому турі — 67,15 % (проголосували 14851 із 22116 виборців).
Найбільшу кількість голосів отримали:
- Петро Порошенко — 20,17 % (2996 голосів виборців);
- Юлія Тимошенко — 20,01 % (2972 голосів виборців),
- Зеленський Володимир — 15,02 % (2230 голосів виборців);
- Олег Ляшко — 14,42 % (2142 голосів виборців),
- Анатолій Гриценко — 13,86 % (2058 голосів виборців).

Решта кандидатів набрали меншу кількість голосів. Кількість недійсних або зіпсованих бюлетенів — 1,15 % (172 бюлетені). За результатами першого туру до другого туру вийшли Володимир Зеленський та Петро Порошенко. Явка виборців у другому турі склала — 62,45 % (проголосували 13789 із 22081 виборців).
Результати підрахунку голосів:
- Володимир Зеленський — 56,6 % (7804 голосів виборців);
- Петро Порошенко — 40,48 % (5582 голосів виборців)

## Сільське господарство
Нині у сільському господарстві спеціалізуються на вирощуванні зернових культур і цукрових буряків.
Основна галузь тваринництва — м'ясо-молочне скотарство. Площа сільсько-господарських угідь — 48,5 тис. га. Сільсько-господарську продукцію виробляють 40 підприємства й 18 фермерських господарств.
Найбільші приватні сільсько-господарські підприємства (ПСП):
- «Агрофірма „Білозірська“» (с. Білозірка),
- «Агрофірма „Горинь“» (с. Борсуки),
- ім. Т. Шевченка (с. Буглів).

На Лановеччині у 1988 була створена перша в Тернопільській області ферма «Айова» — сільськогосподарське підприємство на орендованій землі (420 га). Організатор — І. Гусар. 1992 ферму відвідав голова ВР України Іван Плющ. Про неї у США зняли документальний фільм.
Основні галузі тваринництва — м'ясо-молочне скотарство та свинарство. Сільськогосподарськими підприємствами за 2019 рік  вироблено молока — 14906.3 тонн, м'яса — 1915.8 тонн.

## Соціальна сфера
У районі — 40 ЗОШ, музична школа, ДЮСШ, ПТУ; 47 медичних закладів, у тому числі 2 лікарні, поліклініка, 38 ФАП, 6 амбулаторій, 8 аптек; 12 Будинків культури, 25 клубів, кінотеатр, музей, 45 бібліотек, 53 православні храми.
У районі — філія Терноп. обл. ФСТ «Колос» (с. Білозірка), 22 футбольні команди. Зареєстровано 21 політичну партію, 7 громадських організацій.
Функціонують відділи «Приватбанку», «Ощадбанку» та банку «Аваль».
Звання «народний» удостоєні 7 колективів самодіяльної творчості зокрема «народна» аматорська хорова капела «Волинь» ; «народний» аматорський обрядово-фольклорний колектив; «народний» аматорський молодіжний обрядово-фольклорний колектив «Передзвін» ;«народний» аматорський ансамбль народних інструментів  - м. Ланівці районний будинок культури; «народний» аматорський фольклорно-етнографічний колектив «Борщівецькі молодички» с. Борщівка; «народний» аматорський духовий оркестр с. Юськівці; «народний» вокальний ансамбль «Спецефект» с. Борсуки.

## Пам'ятки

### Архітектурні пам'ятники
- церкви св. Юрія (16 ст., с. Бережанка), Казанської Матері Божої (1724, дерев., с. Нападівка), Різдва Пресвятої Богородиці (1750, дерев., с.  Ванжулів), св. Миколая (1759, дерев., с. Печірна), Різдва Пресвятої Богородиці (1784, дерев., с. Кутиска), св. Юрія (1784, дерев., с.  Молотків), Воскресенська (1850, с. Лопушне), Троїцька (серед. 18 ст., дерев., реконструйована 1871, с. Татаринці), Різдва Пресв. Богородиці (1843, с. Вишгородок), св. Іоана Богослова (1874, с.  Жуківці);
- інші культурні споруди — меморіальний комплекс жертвам фашизму (1985, с. Молотків), меморіальний знак (1982, скульп. Р. Білик), на місці поховання розстріляних євреїв — 1942, урочище «Лазьонка» побл. м. Ланівці, пам'ятник із написом «Невідомим борцям за віру, нарід і волю» на козацькій могилі побл. с. Бережанка (1-а пол. 20 ст., реконстр. 1989), пам'ятний знак (1992, с. Печірна) на давній ділянці так званого «Козацького шляху», пам'ятник на могилі командира УПА І. Климишина (1992, с. Верещаки), меморіальна таблиця на приміщенні школи ім. Я. Горошка (1999, с. Борщівка) та ін.

За сприянням церковних громад та благодійників у районі збудовані нові храми: 1993 р. — в с. Снігурівка; 2005 р. — с. Осники; 2006 р. — с. Юськівці; 2007 р. — с. Борщівка; 2007 р. — с. Корначівка; 2008 р. — с. Влащинці; 2010 р.- с. Манево; 2010 р. — с. Манево; 2012 р. — с. Нападівка; 2013 р.- с. Грибова; та у м. Ланівці: церква Покрови Пресвятої Богородиці УГКЦ — 2008 р; церква Іонна Богослова УПЦКП — 2010 р.; церква Кирила і Мифодія УПЦМП –  2014 р.; церква великомученика і цілителя Пантелеймона УАПЦ — 2014 р.;
У 2016 р. — розпочато будівництво храму у с. Снігурівка.

#### Список усіх дерев'яних церков
| Назва села      | Патрон церкви                 | Рік побудови                      |
| --------------- | ----------------------------- | --------------------------------- |
| Борщівка        | Різдва Пресвятої Богородиці   | 1894                              |
| Буглів          | Святого Михаїла               | 1892                              |
| Ванжулів        | Різдва Пресвятої Богородиці   | 1750                              |
| Великі Кусківці | Архангела Михаїла             | 1818—1933                         |
| Верещаки        | Казанської ікони Божої Матері | 1867                              |
| Влащинці        | Святого Архістратига Михаїла  | 1789                              |
| Грибова         | Святого Архістратига Михаїла  | 1762                              |
| Гриньки         | Святого Димитрія              | 1866                              |
| Загірці         | Різдва Пресвятої Богородиці   | 1876                              |
| Іванківці       | Святої Покрови                | 1741                              |
| Козачки         | Святого Димитрія              | 1876                              |
| Люлинці         | Святого Михаїла               | 1892                              |
| Мала Білка      | Різдва Пресвятої Богородиці   | 1778                              |
| Малі Кусківці   | Святої Параскеви              | 1907                              |
| Молотків        | Святого Юрія                  | 1784                              |
| Нападівка       | Казанської ікони Матері Божої | 1742                              |
| Оришківці       | Воздвиження Чесного Хреста    | XIX століття                      |
| Печірна         | Святого Миколая               | 1759, реставрована 1868           |
| Снігурівка      | Успіння Пресвятої Богородиці  | 1927                              |
| Татаринці       | Пресвятої Трійці              | середина XVIII століття           |
| Чайчинці        | Воздвиження Чесного Хреста    | XVIII століття                    |
| Шушківці        | Успіння Пресвятої Богородиці  | 1912                              |
| Юськівці        | Святого Вознесіння            | 1620 (1760 перевезена з Кременця) |

### Археологічні пам'ятки
Археологічні пам'ятки (залишки): 2 поселення доби пізнього палеоліту, курганні поховання доби ранньої бронзи, поселення черняхів. культури (3-5 ст.), селища періоду Київської Русі (12-13 ст.) поблизу сіл Буглів і Печірна, 3-х поселень черняхівської культури (34 ст.) поблизу села Борсуки та 1 посел. побл. с. Загірці, поселення і могильник черняхівської культури (36 ст.) поблизу села Якимівці, давньоруські городища (11-13 ст.) поблизу сіл Борщівка й Пахиня та ін.
На околиці с. Нападівка знайдено золоті прикраси часів Київської Русі, в с. Молотків — скарб зі 172 сріб. середньовічних монет (1858).

### Пам'ятники
- 1982 р. — побудовано «Монумент Слави»;
- 1985 р. — споруджено комплекс «Пам'ятник полеглим у Великій Вітчизняній війні»;
- 14 жовтня 1996 р. — відкриття пам'ятної споруди «Борцям за волю України»;
- 23 серпня 2001 р.  в м. Ланівці відбулось відкриття пам'ятника Рівноапостольному князю Володимиру Великому;
- 2010 р .;— започатковано відзначення видатних земляків із занесенням їх фотографій на районну Дошку Слави;
- 22 травня 2014 р. — відкриття пам'ятника духовному батькові нашої нації — Т.Шевченку;
- 04 червня 2014 р. — відкрито меморіальну дошку пам'яті Героїв Небесної Сотні;
- Меморіальна дошка пам'яті  патріота  України Юрія Коваля — встановлена на школі Лановецька ЗОШ І-ІІІ ступенів № 1 ім. Юрія Коваля.

## Відомі люди

### Народилися
- діячі ОУН і УПА Тимофій Басюк, Іван Климишин (Крук), Ю. Пундик;
- письменники К. Куцюк-Кочинський, Б. Мельничук, Т. Сергійчук, В. Фольварочний, Г. Штонь;
- поетеса Алеся Кравчук[джерело?]
- художник Іван Марчук;
- правник, генерал-майор міліції Адамчук Ігор Григорович.
- науковці Іван Климишин, Т. Комаринець, К. Кондратюк, Ю. Мулик-Луцик, М. Приймак, Л. Середницький, Ф. Сопронюк, Петро Стухляк, Р. Баран;
- діячі мистецтва і культури О. Гринько, А. Демчук, Т. Дідик, П. Кравчук, М. Маліборський, Є. Пінчук-Серебрякова;
- військовики П. Богайчук, Ярослав Горошко, Павло Шандрук;
- господарники О. Гасюк, Ф. Данилюк, Л. Кучерук,
- майстер спорту з легкої атлетики О. Стефанишин та ін.
- Заслужена майстриня народної творчості України — Світлана Новосад
- Заслужений майстер народного мистецтва України - Анатолій Бойко;
- Заслужений працівник культури України — Софія Рижевська.

### Померли
- Климишин Іван (Крук) (псевдо: Крук) (1918 — 7 травня 1944, Лопушненський ліс, район с. Лопушне, Кременецький район, (можливо с. Лопушне, Лановецький район), Тернопільська область) — організатор перших збройних відділів УПА, командир куреня.

### Перебували
- патріарх УАПЦ Мстислав (С. Скрипник),
- король Польщі Станіслав-Август Понятовський,
- вчені Е. Ейхвальд, Г. Оссовський, В. Фрідберг, та ін.

Творчість літераторів та митців Лановеччини, життєписи видатних людей цього краю висвітлено у літературно-мистецькому альманасі «Лан: Ланівеччина творча» (Тернопіль, 2001).